# Lijst van stoomboten gebruikt voor de verkenning van Congo

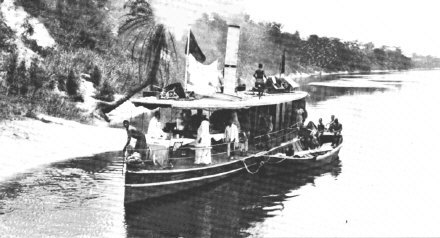
De Peace

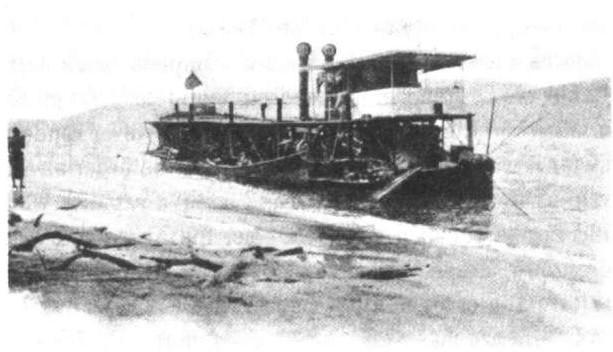
De Florida

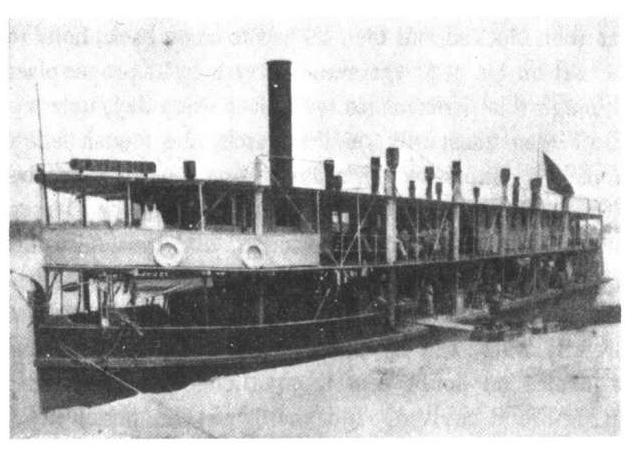
De Vlaanderen

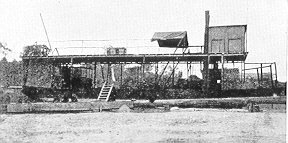
De Stanley

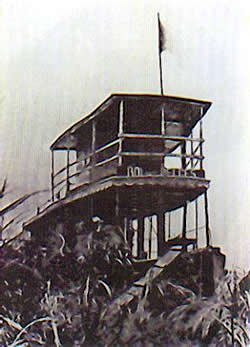
De Roi des Belges

Dit is een lijst van de verschillende stoomboten die eind 19e eeuw gebruikt zijn om het territorium van de huidige Democratische Republiek Congo te verkennen. Deze koloniale exploratie gebeurde onder impuls van koning Leopold II van België door de organisaties waarvan hij achtereenvolgens gebruik maakte: de Association internationale africaine, het Comité d'études du Haut-Congo, de Association internationale du Congo en Kongo-Vrijstaat. 

## 1879
- De Royal: begin 1883 in dienst te Léopoldville
- De Belgique: gebouwd in opdracht van het CEHD en in dienst tussen Boma en Banana en Vivi.
- De Espérance: gebouwd in opdracht van het CEHD en in dienst tussen Boma en Banana
- De En Avant: gebouwd in opdracht van het CEHD en vanaf 3 december 1881 in dienst te Léopoldville

## 1881
- De A.I.A. (Association Internationale Africaine): in dienst te Léopoldville vanaf begin 1883. Was in 1904 nog in dienst op de boven-Ubangi.

## 1882
- De Peace: boot van de Oxford Baptist Missionary Society die door Stanley werd opgeëist voor zijn reddingsexpeditie naar Emin Pasja; in dienst te Léopoldville vanaf april 1884. Was nog in gebruik in 1906.
- De Henry Reed van de American Baptist Mission. In gebruik te Leopoldstad vanaf september 1884.

## 1884
- De Stanley: boot die Stanley vervoerde tijdens zijn reddingsexpeditie naar Emin Pasja; in dienst te Léopoldville vanaf december 1885

## 1886
- De Ville de Bruxelles: in dienst te Léopoldville vanaf  5 juli 1888

## 1887
- De Roi des Belges: gebouwd in opdracht van de Compagnie du Congo pour le Commerce et l'Industrie met het oog op de expeditie van Alexandre Delcommune; in dienst te Léopoldville vanaf 17 maart 1888; in 1890 was Joseph Conrad gedurende enkele weken tweede in bevel op de boot (ervaring weergegeven in Heart of Darkness)
- De Florida: in dienst te Léopoldville vanaf  1887
- De New York: in dienst te Léopoldville vanaf  1887

## 1897
De voortgang van de werken aan de spoorlijn Matadi-Léopoldville lieten toe om de eerste grote schepen in dienst te nemen (150 ton). 
- De Brabant
- De Hainaut
- De Vlaanderen

## Andere
- De General Sanford
- De Baron Weber
- De Archiduchesse Stéphanie
- De Princesse Clémentine
- De Baron Lambermont
- De Auguste Beernaert